# ハルトムット・エスリンガー
ハルトムット・エスリンガー （Hartmut Esslinger, 1944年6月6日 - ）は、ドイツ出身のインダストリアルデザイナー・デザインコンサルタント。国際的なデザインコンサルタント会社フロッグデザインを主宰する。

## 来歴・人物
バーデン＝ヴュルテンベルク州カルフ郡アルテンシュタイク生まれ。1969年に、エスリンガーデザインとして、フロッグデザインの前身を起業する。1974年から1982年にかけては、ソニーと長期契約の元に様々なプロジェクトを率い、100を越える製品のデザインを生み出す。1982年にスティーブ・ジョブズと出会い、Appleと長期契約の元、拠点をアルテンシュタイクから米サニーベールに移し、1984年にTIME誌のDesign of the Yearを獲得したApple IIc を皮切りにスノーホワイトデザイン言語に基づく製品デザインを次々と生み出す。1990年にはNeXT Computerの一連の製品デザインでグッドデザイン賞を受賞 するなど、これまでにレッド・ドット・デザイン賞、iFデザイン賞を含め、多数の国際的なデザイン賞を受賞している。

## 参照
1. ↑  THE STORY OF FROG
2. ↑  Hartmut Esslinger - Co-CEO, frog design | The World Technology Network
3. ↑  パーソナルコンピューターシステム [NeXT MODシステム　N9001-08＋NeXT LBP N2000
4. ↑  reddot frog design inc.
5. ↑  Hartmut Esslinger | Winner's Exhibition | iF online exhibition

## 著書
- ハルトムット・エスリンガー『形態は感情にしたがう』株式会社Bスプラウト（訳）、株式会社 ボーンデジタル、2014年。ISBN 9784862462251。
- ハルトムット・エスリンガー『デザインイノベーション デザイン戦略の次の一手』黒輪 篤嗣（訳）、翔泳社、2010年。ISBN 9784798121161。